# Gas di fotoni
In fisica, un gas di fotoni è un insieme di fotoni che sembra un gas e ha molte delle proprietà - come pressione, temperatura e entropia - di un gas convenzionale, come l'idrogeno o il neon. L'esempio più comune di un gas di fotoni in equilibrio è la radiazione di corpo nero. 
I fotoni fanno parte della famiglia dei bosoni, particelle che obbediscono alla statistica di Bose-Einstein e con spin intero. Un gas di bosoni con un solo tipo di particella è univocamente descritto da tre funzioni di stato come la temperatura, il volume, e il numero di particelle. Invece, per un corpo nero, la distribuzione di energia è stabilita dall'interazione dei fotoni con la materia, di solito le pareti del contenitore. In questa interazione, il numero di fotoni non si conserva, di conseguenza il potenziale chimico del gas di fotoni del corpo nero è nullo. Pertanto il numero di variabli di stato necessari a descrivere uno stato di corpo nero si riduce a due (ad esempio volume e temperatura).